# چورودا
چورودا (به لاتین: Choroda) یک منطقهٔ مسکونی در روسیه است که در تلیاراتین واقع شده‌است.